# D-TEC
D-TEC (повна назва: D-TEC Lighting Systems AB) — шведська компанія, що спеціалізується на виробництві професіональних світильників для стоматології. Заснована у 1989 році в околицях Гетеборга. Продукція компанії представлена у 34 країнах світу.
Моделі світильників виробництва D-TEC використовуються в стоматології, зуботехнічних лабораторіях, офісах, косметичних кабінетах, салонах краси, ветеринарних клініках, у промисловості тощо.
Продукція
- Halo
- Denta (Denta/Denta Plus)
- Primo/Primo Mid
- Denta Hybrid
- Ceram
- Vet (для ветеринарії)